# Kapetan Gaćeša: Prvi epski film
Kapetan Gaćeša: Prvi epski film (eng. Captain Underpants: The First Epic Movie) jest računalno-animirani film iz 2017. godine animacijskoga studija DreamWorks Animation. Redatelj filma je David Soren, a glasove u originalnoj verziji posudili su između ostalih i Kevin Hart, Ed Helms, Nick Kroll, Thomas Middleditch, Jordan Peele i Kristen Schaal. Producent je Mireille Soria i Mark Swift, a film je distribuirao 20th Century Fox. Scenarij potpisuju Nicholas Stoller.

## Glavne uloge
- Kevin Hart – George Beard
- Ed Helms – Mr. Benjamin "Benny" Krupp / Captain Underpants
- Nick Kroll – Professor Pee-Pee Diahreeahstein Poopypants Esquire
- Thomas Middleditch – Harold Hutchins
- Jordan Peele – Melvin Sneedly
- Kristen Schaal – Edith

## Vanjske poveznice
- Kapetan Gaćeša: Prvi epski film u internetskoj bazi filmova IMDb-a (engl.)
- Kapetan Gaćeša: Prvi epski film na Rotten Tomatoes (engl.)